# Marcos Ariel de Paula
Marcos Ariel de Paula oder kurz Marcos (* 19. Dezember 1983 in Bariri) ist ein brasilianischer ehemaliger Fußballspieler.

## Vereinskarriere
Von 2002 bis 2015 stand Marcos Ariel de Paula bei Chievo Verona unter Vertrag. Nachdem er in der Saison 2002/03 zu zwei Ligaeinsätzen gekommen war, wurde er regelmäßig an unterklassige italienische Vereine verliehen um Spielpraxis zu sammeln. Zur Saison 2009/10 gehört der Stürmer wieder zum Kader von Chievo. Am 28. Februar 2010 erzielte er beim 2:1-Heimsieg über Cagliari Calcio den 1:0-Führungstreffer und damit sein erstes Tor für Verona.